# Parti des 50 centimes
Le Parti des 50 centimes, ou l’Armée des 50 centimes (五毛党 / 五毛黨, wǔmáo dǎng) est le terme familier qui décrit les commentateurs en ligne (网络评论员 / 網絡評論員) engagés par les autorités chinoises afin de manipuler l’opinion au bénéfice du Parti communiste chinois (PCC). Cette appellation a été forgée dès les débuts d’Internet en Chine. Le nom dérive de l’allégation selon laquelle les commentateurs sont payés cinquante centimes de renminbi pour chaque publication. Ils écrivent des articles ou des commentaires favorables au PCC dans les réseaux sociaux chinois, afin de mettre fin aux critiques envers la politique chinoise ou ses dirigeants. Ils opèrent aussi bien sur l’Internet chinois qu’étranger. Le terme est également utilisé contre des personnes qui soutiennent ouvertement le PCC ou des positions nationalistes prochinoises.
Une recherche académique d’Harvard a mis en lumière le profil des membres de l’armée des 50 centimes. Il s’agit essentiellement de bureaucrates et fonctionnaires qui répondent aux directives du gouvernement chinois et qui inondent les réseaux sociaux chinois de commentaires favorables au gouvernement. Ils ne s’engagent que rarement dans des discussions et se contentent, dans 80% des cas, de publier des slogans pro-gouvernement, et dans 13% des cas font l’éloge du parti et des politiques gouvernementales.
Cette « opération secrète massive » de propagande a permis la publication de près de 500 millions de messages postés à travers de faux comptes sur les réseaux sociaux. Afin de maximiser leur influence, le parti des 50 centimes agit essentiellement pendant des débats, ou quand il apparaît que des protestations en ligne peuvent déboucher sur des actions concrètes.

## Histoire
En octobre 2004, le département publicitaire de Changsha a commencé à recruter des commentateurs sur Internet.
En mars 2005, le Ministère de l’éducation de la République populaire de Chine promulgue une censure systématique des babillards électroniques dans les universités chinoises. Le BBS « Little Lily », très populaire, sous la supervision de l’université Nanjing, est fermé. Alors qu’un nouveau babillard doit être lancé, la direction de l’université engage des étudiants, payés avec les fonds universitaires, afin de traquer sur le forum les activités indésirables et de les contrer avec de la propagande en faveur du parti. Dans les mois qui suivent, les chefs de parti de Jiangsu engagent leurs propres équipes. A la mi 2007, les équipes de commentateurs web recrutés dans les universités et dans les succursales du Parti deviennent communes dans toute la Chine. La Shanghai Normal University emploie des étudiants en licence afin de surveiller les signes de dissidence et les commentaires postés sur les fora de l’université. Ces commentateurs opèrent non seulement sur les sujets politiques, mais également dans les discussions générales.
En janvier 2007, le dirigeant chinois Hu Jintao demande un « renforcement de la construction d’une idéologie et d’une opinion publique positive » au cours du 38ème colloque du Politburo. Le Comité central du Parti communiste chinois (中共中央办公厅) et le Bureau général du Conseil de l’Etat (国务院办公厅) ordonnent aux plus grands sites chinois ainsi qu’aux gouvernements locaux, et de publier les dires de Hu, et de sélectionner les « camarades ayant de bonnes aptitudes politiques » afin de former des « équipes de commentateurs sur Internet ».
En décembre 2014, un blogger chinois pirate le Département de propagande sur Internet du district de Zhanggong à Ganzhou et publie une liste d’emails archivés, dont 2.700 emails de commentateurs faisant partie de l’Armée des 50 centimes. Ainsi, on apprend que le 16 janvier 2014, le secrétaire de la branche locale du PCC, Shi Wenqing, a participé à un « échange Internet » télévisé dans lequel il répondait aux questions posées par le forum d’un site Internet d’informations local. Les membres de l’Armée des 50 centimes ont reçu comme instruction de diffuser des commentaires tels que (traduit) : « J’admire véritablement le Secrétaire du Parti Shi, quel secrétaire de Parti capable et efficient ! J’espère qu’il continuera d’être le père de Ganzhou pour les années à venir. »

## Moyens d’opération
Le Ministère de la culture de la République populaire de Chine offre régulièrement des sessions de formation, dans lesquelles les participants doivent passer un examen. S’ils réussissent, ils reçoivent un diplôme certifiant. En 2008, le nombre total d’agents membres de l’Armée était estimé à plusieurs dizaines de milliers, avec un maximum compris aux alentours de 300.000 personnes. Chaque grand site chinois reçoit l’instruction par le Bureau d’informations de recruter une équipe chargée des commentaires Internet.
D’après un article publié par Xiao Xiang sur son site Internet China Digital Times, dont les sources sont issues d’une directive de propagande ayant fuité et envoyée à l’origine aux commentateurs de l’Armée des 50 centimes, les objectifs sont les suivants :
« Afin de circonscrire l’influence de la démocratie taïwanaise, afin de progresser dans le travail d’orientation de l’opinion publique, et conformément aux exigences établies par les autorités « être stratégique, être compétent », nous espérons que les commentateurs sur Internet étudient consciencieusement l'état d'esprit des internautes, saisissent les bouleversements internationaux, et exécutent au mieux leur travail de commentateur sur Internet. À cette fin, cette notification est promulguée telle que ci-dessous :

1. Autant que possible, faire des États-Unis la cible des critiques. Nier l’existence de Taïwan.
2. Ne pas directement confronter [l’idée de] la démocratie. Plutôt, utiliser l’argument « quelle sorte de système peut vraiment implémenter la démocratie ? ».
3. Autant que possible, utiliser des exemples variés de violence ou d’événements déraisonnables s’étant produits dans des pays occidentaux pour expliquer en quoi la démocratie ne peut pas fonctionner avec le capitalisme.
4. Utiliser les États-Unis ou d’autres pays étant intervenus dans les relations internationales afin de montrer le vrai visage des démocraties occidentales et [comment l’Ouest] force l’adoption [dans d’autres pays] des valeurs occidentales.
5. Utiliser l’histoire sanglante et tire-larme d’un peuple [autrefois] faible [la Chine] afin de susciter des émotions pro-parti et patriotiques.
6. Accroître l’exposition aux développements positifs de la Chine ; faciliter davantage le travail de maintien de la stabilité [sociale]. »

## Salaire
La version anglaise du quotidien basé en Chine Global Times a démontré que le département de publicité de Changsha a payé les commentateurs Internet 0,5 yuan par commentaire, d’où le terme « Armée des 50 centimes ». Cependant, d’après le site internet du parti local, le salaire de base est de 600 yuans en 2006.
En 2010, les commentateurs Internet de l’école du Parti du comité municipal de Hengyang étaient payés 0,1 yuan par commentaire et moins de 100 yuans de bonus mensuel.

## Termes spécifiques
Il existe un terme officiel alternatif pour le commentateur Internet, ainsi que plusieurs termes non officiels inventés par les internautes :
|                           | Chinois (simpl./trad.)           | Pinyin                   | Traduction littérale en français      | Notes |
| ------------------------- | -------------------------------- | ------------------------ | ------------------------------------- | --- |
| Nom officiel (primaire)   | 网络评论员/網絡評論員            | wǎngluò pínglùn yuán     | Commentateur sur Internet             | Abréviation en chinois : 网评员/網評員 (pinyin : wǎng píng yuán)                                                                                       |
| Nom officiel (secondaire) | 网络阅评员/網絡閱評員            | wǎngluò yuè píng yuán    | Commentateur/examinateur sur Internet | Abréviation en chinois : 网评员/網評員 (pinyin : wǎng píng yuán)                                                                                       |
| Terme non-officiel        | 五毛党/五毛黨 ou simplement 五毛 | wǔmáo dǎng ou wǔmáo      | Parti des 50 centimes                 | Le nom le plus commun, péjoratif. Autre traduction : Armée des 50 centimes (50 Cent Army)                                                              |
| Terme non-officiel        | 网评猿/網評猿                    | wǎng píng yuán           | Singe qui commente sur Internet       | Prononcé identiquement que l'abréviation chinoise 网评员 (wǎng píng yuán), remplaçant yuán (猿 "singe") à la place de yuán (员 "personnel"); péjoratif |
| Autres noms               | 红马甲/紅馬甲, 红卫兵/紅衛兵     | hóng mǎjiǎ, hóng wèibīng | Veste rouge ; Garde rouge             | |

Parmi tous ces noms, « L’armée des 50 centimes » est le plus commun et le plus péjoratif des termes non-officiels. Il a été créé par des internautes chinois sous la forme d’une satire.
Ce terme est appliqué par des internautes chinois cyniques de manière péjorative à toute personne qui exprime sur Internet une pensée trop ouvertement en faveur du Parti communiste. Cependant, il existe un autre mot "5 centimes de dollar (美分)" utilisé par certains internautes pour dénigrer les commentaires s’en prenant au Parti. Ils sous-entendent que ces commentateurs sont embauchés par les gouvernements des États-Unis, de Taïwan ou d'autres pays occidentaux.
Le web chinois est déchiré par des luttes idéologiques opposant « droitards » - des réformistes qui préconisent des réformes démocratiques à l'occidentale -, s’opposant aux « gauchistes » - des conservateurs et des néo-confucianistes qui défendent le nationalisme chinois et le socialisme aux caractéristiques chinoises.
Le quotidien Apple Daily, basé à Hong Kong, a indiqué que, bien qu'une recherche en Chine sur "五毛 党" ("50 Cent Party" en chinois) sur un moteur de recherche produise des résultats, la plupart étaient inaccessibles et avaient été supprimés.

## Effets et opinion
Le président chinois Hu Jintao, secrétaire général du PCC, a décrit les activités du Parti des 50 centimes comme « un nouveau modèle d'orientation de l'opinion publique », qui « représente un passage du simple effacement des opinions divergentes à un dialogue d'orientation ». En 2010, un journaliste du Huffington Post a déclaré que certains des commentaires de ses articles provenaient de « l’armée des 50 centimes ». Il a également déclaré que le Parti des 50 centimes surveillait les sites web populaires, les sites d'actualités, les blogs et les commentaires qui avaient des liens avec les intérêts du gouvernement chinois.
À Taïwan, à Hong Kong et en Thaïlande, la Milk Tea Alliance se présente comme « l'armée de volontaires d'Asie se soulevant contre les trolls Internet chinois », citant explicitement le parti des 50 centimes.
En Australie, le terme a été utilisé de manière péjorative dans le débat en cours sur l'influence chinoise dans le pays.